# Simiane-Collongue
Simiane-Collongue település Franciaországban, Bouches-du-Rhône megyében. Lakosainak száma 5823 fő (2022. január 1.). Simiane-Collongue Bouc-Bel-Air, Gardanne, Mimet, Plan-de-Cuques, Septèmes-les-Vallons és Marseille községekkel határos.

## Népesség
A település népessége az elmúlt években az alábbi módon változott:
| Lakosok száma | 1406 | 3030 | 4304 | 5697 | 5483 | 5584 | 5596 | 5808 | 5917 | 5823 |
|               | 1968 | 1982 | 1990 | 2006 | 2013 | 2015 | 2017 | 2019 | 2020 | 2022 |